# Ha-Olam ha-ze
ha-Olam ha-ze (hebrejsky: העולם הזה, doslova Tento svět) byl hebrejský psaný týdeník vycházející v mandátní Palestině a Izraeli v letech 1937–1993.
List vznikl původně pod jménem Teša ba-erev (תשע בערב, Devět večer). Založil ho novinář Uri Kesari. Od roku 1946 nesl časopis název ha-Olam ha-ze. Jeho cílem bylo nabídnout méně ideologickou, odlehčenou publicistiku, s důrazem na životní styl, módu, zábavní průmysl apod. V roce 1950 jej koupili a převzali dva začínající novináři, Uri Avnery a Šalom Kohen. Ti začali orientovat časopis na opoziční, autocenzurou nesvázanou agendu. Ha-Olam ha-ze přinášel informace o politických skandálech, korupci. Zpochybňoval z levicových pozic oficiální zahraniční politiku státu. Jeho autoři si brali inspiraci v soudobých zahraničních časopisech, zejména v americkém Time a západoněmeckém Der Spiegel. Zakladatel Spiegelu, Rudolph Augstein, byl Avneryho přítelem z dětství.
Během své existence byl list aktérem mnoha afér a otevíral jako první některá kontroverzní témata. V roce 1955 vybuchla v tiskárně časopisu nálož. Tisk i kneset útok odsoudil. V prosinci 1957 byl dokonce reportér listu Eli Tavor unesen. Uri Avnery z únosu obvinil tajnou službu Šin Bet, naopak policie vyjádřila podezření, že únos byl zinscenován pro získání publicity. V roce 1959 se časopis věnoval nepokojům sefardských Židů ve čtvrti Vádí Salib v Haifě.
Ha-Olam ha-ze byl prvním izraelským časopisem, který používal velkoformátové, umělecky a graficky upravované fotografie. Také se tu poprvé objevily fotky nahých žen. V roce 1956 vyhlásil list první ročník soutěže Sabra roku, ve kterém vyhrála Ofira Erez, později provdaná Navon, budoucí manželka izraelského prezidenta Jicchaka Navona.
V polovině 60. let 20. století se časopis a jeho popularita stal platformou pro politickou kariéru obou hlavních protagonistů. Avnery i Kohen založili stranu ha-Olam ha-ze-koach chadaš, která uspěla ve volbách roku 1965 i volbách roku 1969. Později se ale oba muži názorově rozešli a strana byla přejmenována na Meri a během 70. let se rozplynula v různých levicových skupinách. Koncem 70. let pak Avnery uspěl za levicovou kandidátku Machane smol le-Jisra'el. Časopis ha-Olam ha-ze zanikl v roce 1993.